# Верхнебешкиль
Верхнебешкиль — село в Исетском районе Тюменской области России. Административный центр Верхнебешкильского сельского поселения.

## История
До 1917 года центр Верхне-Бешкильской волости Ялуторовского уезда Тобольской губернии. По данным на 1926 год состояло из 385 хозяйств. В административном отношении являлось центром Верхне-Бешкильского сельсовета Исетского района Тюменского округа Уральской области.

## Население
| 2010 |
| ---- |
| 591  |

По данным переписи 1926 года в селе проживало 1871 человек (871 мужчина и 1000 женщин), в том числе: русские составляли 99 % населения.
Согласно результатам переписи 2002 года, в национальной структуре населения русские составляли 92 % из 573 чел.